# Язиково (Лямбірський район)
Язико́во (рос. Языково, ерз. Языково) — присілок у складі Лямбірського району Мордовії, Росія. Входить до складу Первомайського сільського поселення.

## Населення
Населення — 15 осіб (2010; 29 у 2002).
Національний склад (станом на 2002 рік):
- росіяни — 97 %